# Chiesa di San Lorenzo (Bibbiano)
La chiesa di San Lorenzo è un edificio sacro situato a Bibbiano, nel comune di Buonconvento.

## Storia
Di antica origine, alla fine del Settecento l'edificio si trovava in precario stato di conservazione, tanto che fu deciso di erigere una nuova chiesa su un terreno poco distante ma più pianeggiante, che fu inaugurata il 25 dicembre 1822.

## Opere già in loco
Numerose le opere che si trovavano in questa chiesa e che sono state trasferite, per motivi di sicurezza, nel Museo di arte sacra della Val d'Arbia a Buonconvento:
- la raffinata tavola del Brescianino raffigurante la Sacra Famiglia con san Girolamo
- l'Assunzione della Vergine con un santo vescovo e sant'Antonio Abate di uno stretto seguace di Francesco Vanni
- la Madonna col Bambino e i santi Lorenzo e Caterina da Siena di Francesco Vanni, firmata e datata 1598
- il ciborio commissionato per i rifacimenti seicenteschi della chiesa a Ventura Salimbeni)